# Noord-Polsbroek
Noord-Polsbroek est une ancienne commune néerlandaise de la province d'Utrecht.
Du 1er janvier 1812 au 1er janvier 1818, la commune était regroupée avec Cabauw, Vliet, Vlist, Zevender, Zuid-Polsbroek et Hoenkoop à la première commune de Polsbroek, qui n'a existé que quelques années.
Noord-Polsbroek était composée de la partie septentrionale du village de Polsbroek. En 1840, la commune comptait 49 maisons et 586 habitants.
Le 8 septembre 1857 Noord-Polsbroek a fusionné avec la commune de Zuid-Polsbroek pour former la nouvelle commune de Polsbroek.